# Alcol deidrogenasi (NADP+)
La alcol deidrogenasi (NADP+) è un enzima appartenente alla classe delle ossidoreduttasi, che catalizza la seguente reazione:
un alcol + NADP+ ⇄ una aldeide + NADPH + H+
Si tratta di una proteina contenente zinco come cofattore. Alcuni enzimi di questa classe sono in grado di ossidare solo alcoli primari; altre solo alcoli secondari.